# Gosztonyi János (orgonaművész)
Gosztonyi János (Újpest, 1909. április 12. – Budapest, 1972. február 27.) orgonaművész.

## Élete, pályája
Sárospatakon 1929-ben tanítói oklevelet szerzett, utána Ózdon római katolikus egyházkarnagy volt 1954-ig, és zongorázni is tanított. 1954-től nyugdíjbavonulásáig (1969) Budapesten általános iskolában tanított éneket, és énekkart vezetett.
A Zeneakadémián csaknem minden évben adott orgonakoncertet. Számtalanszor szerepelt a fővárosban és vidéken, mint zongoraművész és kísérő.